# Ichtauz
L'Ichtauz (nom basque : Ixtauz) (1 024 m), est un mont du Pays basque français dans la vallée de Baïgorry.

## Géographie

### Topographie
Le mont Ichtauz est situé au sud de l'Antchola (1 125 m) et de l'Hautza (1 304 m), dans le Pays basque français, dans le département des Pyrénées-Atlantiques en région Nouvelle-Aquitaine.